# Niet-oplaadbare batterij
Een niet-oplaadbare batterij is elk soort batterij waarin de elektrochemische reactie niet omkeerbaar is. Een veelvoorkomend voorbeeld van een niet-oplaadbare batterij is de wegwerpbatterij. In tegenstelling tot een oplaadbare batterij kan de reactie niet worden teruggedraaid door het voeren van een stroom in de batterij; de chemische reagentia kan niet worden hersteld naar de oorspronkelijke positie en capaciteit. Niet-oplaadbare batterijen verbruiken de materialen in een of beide elektroden.

## Zelfontlading
Oplaadbare batterijen zijn zuinig in gebruik wanneer hun aanvankelijk hogere kosten en de kosten van een batterijlader kunnen worden gespreid over een groot aantal cyclussen. Het is kostbaar om een niet-oplaadbare batterijen met een hoge capaciteit om de paar uur te vervangen. Niet-oplaadbare batterijen zijn nuttig wanneer lange perioden van opslag nodig zijn, want een niet-oplaadbare batterij kan worden geproduceerd met een lagere zelfontlading. Daardoor is de gehele capaciteit beschikbaar voor het doel en wordt voorkomen dat de batterij inmiddels leeg is zodra er stroom gevraagd wordt.